# وحدت شهود (تصوف)
وحدت شهود (عربی: وحدة الشهود)، درک توحید الهی و اثبات آن، از راه کشف و شهود عرفانی است.

## علم توحید
اساس علم توحید و عرفان حقیقی مسئله حقیقت وجود و وحدت آن است که مبتنی بر توحید وجودی و توحید ذاتی و صفاتی و افعالی است و غایت آن فنای در حق و بقای به اوست. در تصدیق این معنای عرشی، قائلان به «وحدت شهود» بر این عقیده‌اند که چون طالب حق به این مقام رسد، همه اسماء و صفات را مستهلک در غیب ذات احدیت می‌داند و جز مشاهده ذات احدیت هیچ گونه تعینی در روح او باقی نماند و اغیار از هر جهت محو و نابود گشته و توحیدی صاف و خالص ظهور و تحقق یافته‌است و در این مرتبه و مقام است که به لسان حقیقت «یا هو یا من لیس الا هو» گوید.

## تمثیل واستعاره
در تمثیلهای وحدت شهود چون طالب حق به مقام شهود رسید همه اسماء و صفات خودرا مستهلک در غیب ذات احدیت می‌داند و جز مشاهده ذات احدیت هیچ گونه تعینی در روح او باقی نخواهد نماند. تمثیلهای این تفکر و نگرش عرفانی حول همین موضوع است.
پیروان معرفت «وحدت شهود»، برای بیان تجارب عرفانی خود زبان شعر و غزل و مناجات گونه را برگزیده اند.